# Lophodytes cucullatus

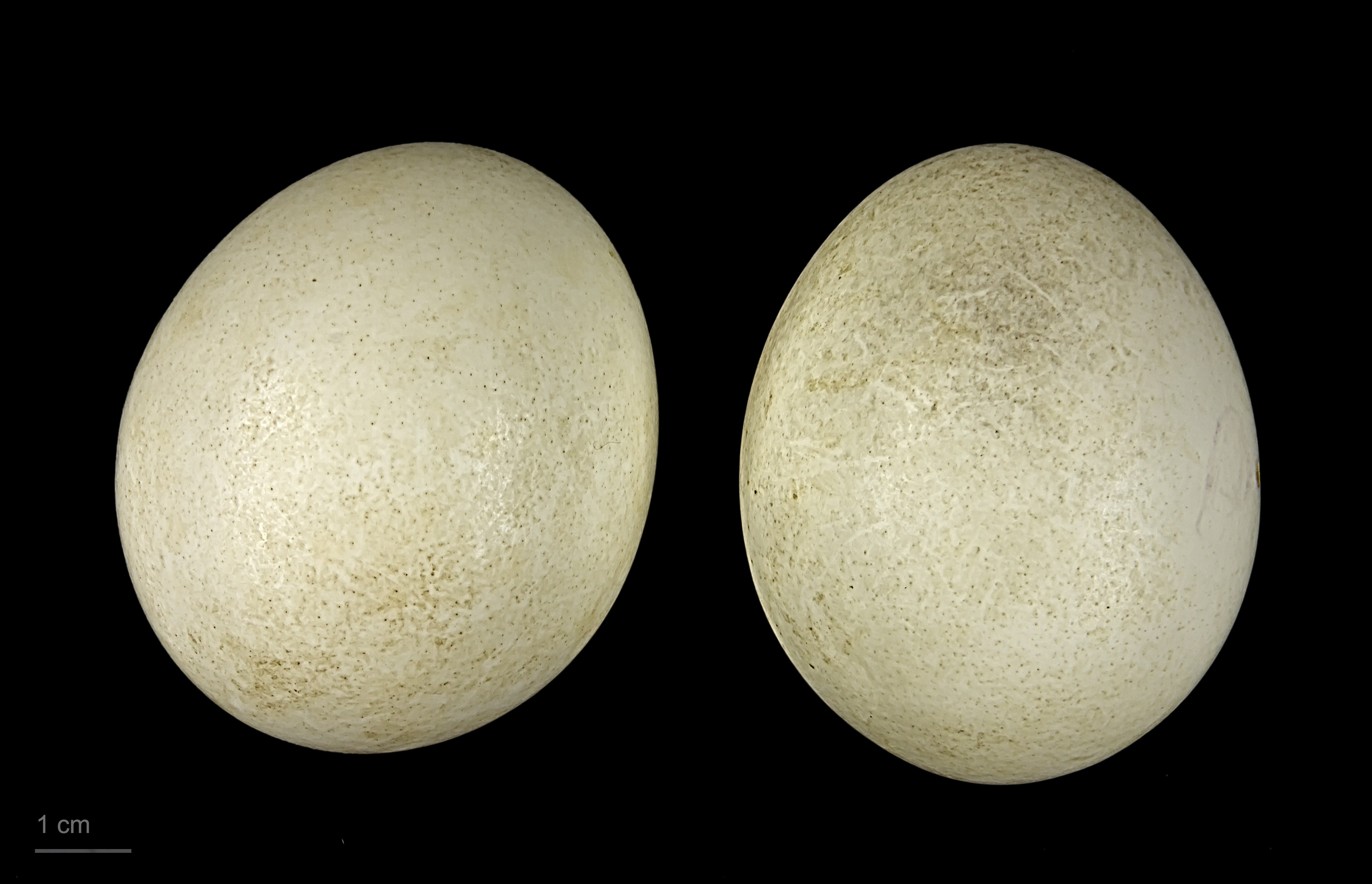
Lophodytes cucullatus - MHNT

La serreta capuchona o pato de cresta (Lophodytes cucullatus) es una especie de ave anseriforme de la familia Anatidae propia de Norteamérica. Es la única especie del género Lophodytes.

## Hábitat y distribución
Cría en pantanos y estanques boscosos en la mitad norte de los Estados Unidos o el sur de Canadá. Prefieren anidar en cavidades de árboles cerca del agua, incluso en nidos de patos joyuyo si está disponible y desocupada.
Algunos de estos patos se han establecido como vagabundos en Europa, sin embargo, esta atractiva especie es tan común en cautividad que la mayoría de las aves que se encuentran en el medio silvestre en Europa, son simplemente escapados.

## Descripción
Tienen una cresta en la parte de atrás de la cabeza que puede ser ampliada.  En los machos adultos, esta cresta tiene una gran mancha blanca, la cabeza es de color negro y los lados del pato son de color marrón rojizo.  La hembra adulta tiene una cresta de color rojizo, con gran parte del resto de la cabeza y un cuerpo de color marrón-grisáceo. 

## Historia natural
El serreta capuchona cría en el sur de Canadá y el norte y oeste de Estados Unidos. Migran a corta distancia para pasar el invierno en el sur de los Estados Unidos y norte de México donde las temperaturas invernales permiten que los estanques, lagos y ríos estén libres de hielo.
Estos patos obtienen su alimento por buceo y nadando bajo el agua donde capturan peces pequeños, crustáceos e insectos acuáticos.